# Maria Höfl-Riesch

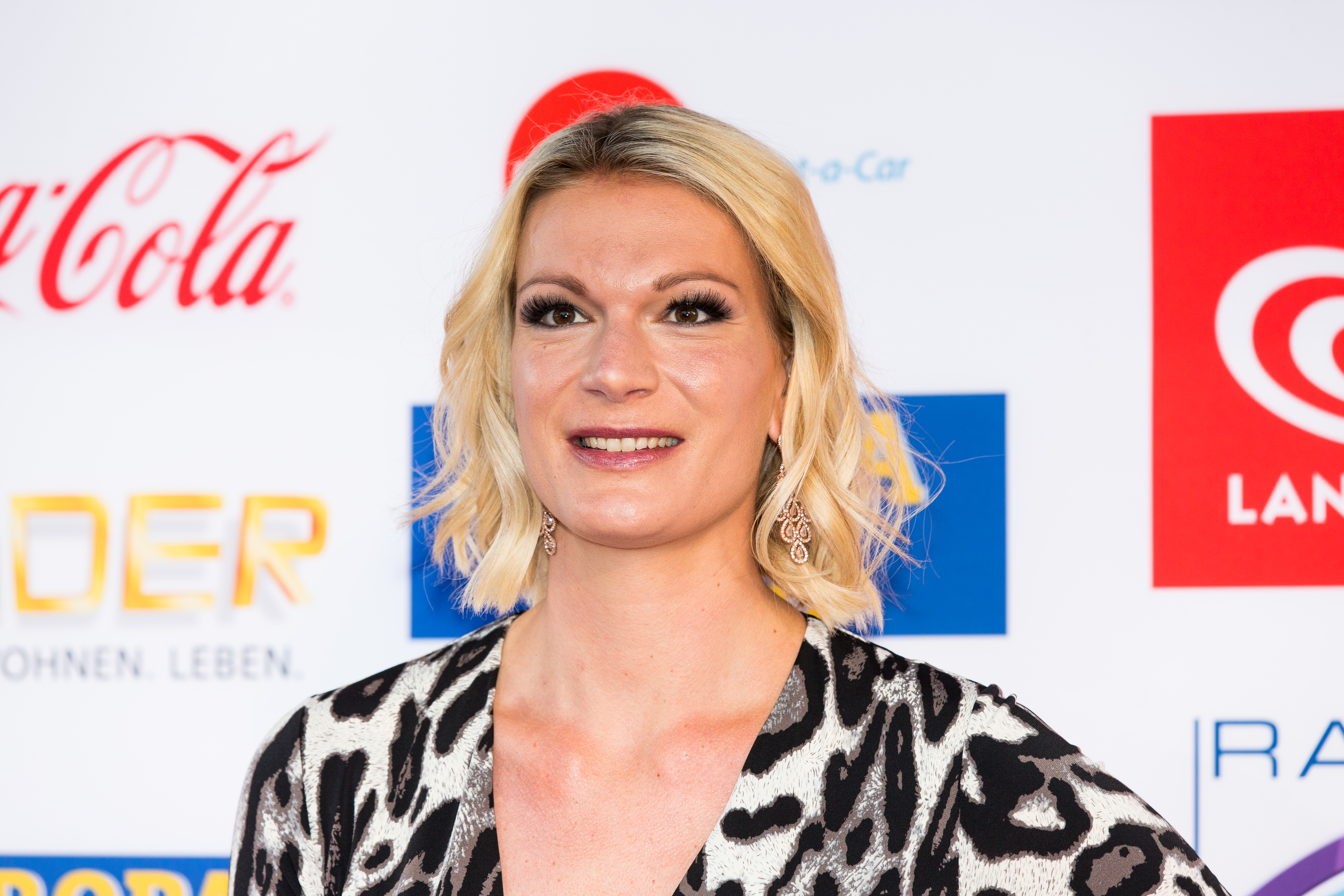
Maria Höfl-Riesch în 2017

Maria Höfl-Riesch (nume de fată: Riesch; n. 24 noiembrie 1984, Garmisch-Partenkirchen, RFG) este o fostă schioară germană de performanță, care a reușit să câștige patru din cele cinci discipline de la Cupele mondiale de schi alpin. Rezultatele ei cele mai valoroase au fost cele două medalii de aur, la slalom și combinata alpină, la Jocurile Olimpice de iarnă de la Vancouver. La Campionatul Mondial din 2009 de la Val-d’Isère, a obținut trei titluri mondiale. Maria Riesch are o înălțime de 1,81 m, numărându-se printre schioarele înalte. Riesch este funcționară la vamă și membră a clubului de schi al vameșilor.
Ea s-a căsătorit cu managerul ei, Marcus Höfl, la 14 aprilie 2011.

## Palmares
Jocurile olimpice
- Vancouver 2010: 1.(loc) Slalom, 1. combinata alpină, 8. coborâre, 8. slalom super-uriaș, 10. slalom uriaș

Campionatul Mondial
- St. Moritz 2003: 5. combinata alpină 17. coborâre
- Åre 2007: 7. combinata alpină, 9. coborâre, 10. slalom super-uriaș, 23. slalom uriaș
- Val-d’Isère 2009: 1. slalom, 4. combinata alpină, 8. slalom super-uriaș, 10. coborâre, 28. slalom uriaș
- Garmisch-Partenkirchen 2011: 3. slalom super-uriaș

Cupa mondială de schi alpin
| Data              | Locul                  | Țara     | Disciplina         |
| ----------------- | ---------------------- | -------- | ------------------ |
| 30 ianuarie 2004  | Haus im Ennstal        | Austria  | coborâre           |
| 1 februarie 2004  | Haus im Ennstal        | Austria  | slalom super-uriaș |
| 29 februarie 2004 | Levi                   | Finlanda | slalom             |
| 1 decembrie 2006  | Lake Louise            | Canada   | coborâre           |
| 21 ianuarie 2008  | Cortina d’Ampezzo      | Italia   | slalom super-uriaș |
| 24 februarie 2008 | Whistler               | Canada   | combinata alpină   |
| 14 decembrie 2008 | La Molina              | Spanien  | slalom             |
| 29 decembrie 2008 | Semmering              | Austria  | slalom             |
| 4 ianuarie 2009   | Zagreb                 | Croația  | slalom             |
| 11 ianuarie 2009  | Maribor                | Slovenia | slalom             |
| 20 februarie 2009 | Tarvisio               | Italia   | combinata alpină   |
| 14 noiembrie 2009 | Levi                   | Finlanda | slalom             |
| 30 ianuarie 2010  | St. Moritz             | Elveția  | coborâre           |
| 10 martie 2010    | Garmisch-Partenkirchen | Germania | coborâre           |
| 3 decembrie 2010  | Lake Louise            | Canada   | coborâre           |
| 4 decembrie 2010  | Lake Louise            | Canada   | coborâre           |
| 11 ianuarie 2011  | Flachau                | Austria  | slalom             |
| 22 ianuarie 2011  | Cortina d’Ampezzo      | Italia   | coborâre           |